# Макдональд, Стюарт Малькольм
Стюарт Малькольм Макдональд (англ. Stewart Malcolm McDonald; род. 24 августа 1986, Глазго, Великобритания) — британский шотландский политик. Член Шотландской национальной партии. Член парламента Великобритании от округа Южный Глазго с 2015 года. Награждён орденом «За заслуги» перед Украиной III степени.

## Личная жизнь
Родился 24 августа 1986 года в районе Каслмилк в Глазго. В 1991 году, вместе с семьёй, переехал в Гован, где его отец нашёл работу уборщика в начальной школе. В 2004 году Макдональд бросил среднюю школу и начал трудовую деятельность. Работал в сфере розничной торговли и туризма, прежде чем стал помощником депутата Энн Маклафлин. После выборов в парламент Шотландии в 2011 году он стал помощником депутата Джеймса Дорнана.
Стюарт Малькольм Макдональд — открытый гомосексуал. Вместе с другими членами Шотландской национальной партии из числа ЛГБТ в парламенте Великобритании, в 2015 году он поддержал сторонников референдума по разрешению однополых браков на территории Ирландии. Поддерживает доступ к ПРеП и профилактику ВИЧ Национальной службой здравоохранения Великобритании. Политик назвал гомофобами противников введения ПРеП Национальной службой здравоохранения и обвинил правительство Великобритании в «создании дополнительных препятствий на пути развертывания ПРеП». Поддерживает права транс-людей и реформу Закона о признании гендера в Шотландии. По словам Макдональда, он всегда выступал и будет выступать за права трансгендеров. Политик неоднократно осуждал трансфобию среди однопартийцев и заявлял о поддержке позиции премьер-министра Шотландии Николы Стерджен по реформе Закона о признании гендера.
Макдональд выступает против погонофобии. В декабре 2015 года он занял второе место в номинации «Парламентская борода года» конкурса Фронта освобождения бороды. Его обошёл лидер лейбористов Джереми Корбин после того, как член парламента от Лейбористской партии Дайан Эбботт призвала голосовать за него в Твиттере. Макдональд является почетным членом Национального секулярного общества. В 2019 году он был удостоен ордена «За заслуги» перед Украиной III степени.

## Политическая деятельность
В октябре 2014 года был избран безальтернативным кандидатом от Шотландской национальной партии в избирательном округе Южный Глазго. На всеобщих выборах в Великобритании в 2015 году победил с 54,9 % голосов, обойдя кандидата от Лейбористской партии Тома Харриса. Сохранил за собой место в парламенте на внеочередных всеобщих выборах 2017 года.
В июле 2017 года представил законопроект, который запрещал неоплачиваемый испытательный срок при приёме на работу. Он назвал эту практику «эксплуатацией» молодых людей, ищущих работу. Его законопроект был поддержан Конгрессом профсоюзов Шотландии и Национальным союзом студентов Великобритании. В марте 2018 года законопроект был вынесен на обсуждение в Палате общин, из-за чего голосование по нему было отложено. Через год после того, как Макдональд впервые представил законопроект, он заявил, что «продолжит борьбу», которая положит конец неоплачиваемой работе во время испытательного срока.
11 апреля 2018 года в качестве пресс-секретаря Шотландской национальной партии политик предупредил премьер-министра Терезу Мэй о недопустимости нанесения авиаударов по Сирии без предварительного одобрения парламентским голосованием. Макдональд сказал, что Шотландская национальная партия поддержала бы такие авиаудары, если бы они были частью более широкого плана по прекращению войны. Великобритания нанесла авиаудары 14 апреля без голосования в парламенте. Политик осудил их, назвав «показательной бомбардировкой».
Макдональд был переизбран на всеобщих выборах 2019 года. Он является сторонником одностороннего ядерного разоружения, заявляя, что «противодействие ядерному оружию является фундаментальным для движения за независимость Шотландии», и неоднократно призывал к сотрудничеству с Лейбористской партией в целях достижения демонтажа ядерной программы «Трайдент». Он также призвал к гораздо более активным действиям в отношении изменения климата и высоко оценил позицию правительства Шотландии по этому вопросу. Макдональд является членом Межпарламентского альянса по Китаю.